# أكراف
أكراف (بالأمازيغية: ⴰⴳⵔⴰⴼ) مجموعة موسيقية مغربية من مدينة الحسيمة تغني باللغة الأمازيغية، تأسست سنة 2009. تعني أكراف خلية النحل بالأمازيغية الريفية. غنت المجموعة حول عدة مواضيع اجتماعية كالفقر والتهميش والأمازيغية والحرية بالمغرب عامة والريف خاصة.

## تاريخ المجموعة
تأسست مجموعة أكراف سنة 2009 من طرف الفنان ناصر الوعزيزي وعدد من أصدقائه من مدينة الحسيمة. استمدت المجموعة بدايتها من الموسيقى التقليدية الريفية، مع إضافة لمسات من الموسيقى الغربية، خاصة باستعمال آلة القيثارة. كان الاسم الأول للمجموعة هو GDS NARIF قبل أن يتم تغييره لأكراف. كان سبب اختيار التسمية هو أن «النحل لايكل من العمل وينتج العسل» وهي فكرة المجموعة التي «كان يعمل أعضاؤها طيلة الوقت لإنتاج أغان كالعسل».
اشتهرت المجموعة بسرعة في منطقة الريف، قبل أن يذيع صيتها في المغرب بأكمله، رغم أن عددل كبيرا من الناس لم يكن يفهم كلماتها. هكذا بدأت المجموعة في إنتاج ألبومات متعددة والمشاركة في عدة مهرجانات على الصعيد الوطني.
سنة 2016, وعند انطلاق حراك الريف، تضامنت مجموعة أكراف معه، حيث قام قائد المجموعة ناصر الوعزيزي بالخروج في عدة مسيرات، حيث أكد أن «جميع الشرائح الاجتماعية والعمرية بالمنطقة، تُعاني من هذه الوضعية، وهو ما دفع المواطنين للخروج إلى الشارع بكثافة للتعبير عن السخط والتذمر بطريقة سلمية».
سنة 2017, تم اعتقال عضو المجموعة بدر الدين بولحجل بعد مشاركته في حراك الريف، وحكم عليه بسنتين نافذة سجنا وغرامة مالية قدرها 2000 درهم. تعتبر مجموعة أكراف من أكثر المجموعات مساندة للحراك الشعبي حيث أنها غنًت عدة أغان مساندة له ولمعتقلي الحراك الشعبي بالريف، ولعائلات المعتقلين وأمهاتهم.
خلال شهر غشت 2018, صدر عفو ملكي عن 11 من معتقلي الحراك، منهم بدر بولحجل، الذي عاد للغناء مع المجموعة منذ ذلك الحين.

## أعضاء المجموعة
أعضاء مجموعة أكراف هم:
- ناصر الوعزيزي
- كمال بهاج
- بدر الدين بولحجل
- ياسين البسطريوي
- أيمن صمود
- فتاح الحدوتي
- عبد الوافي الكريمي
- خالد أعراس

## أغاني المجموعة
لدى مجموعة أكراف عدة أغان معروفة على صعيد المغرب، منها:
- سريوريو (زغرتي)
- إيناسن إ وامزيون (قولو للوحوش)
- يمّاس أونكراف (أم المعتقل)